# Best Kept Secret
Best Kept Secret fue lanzado en 1983 y es el cuarto álbum de la cantante escocesa Sheena Easton, grabado con EMI Records.
Este álbum marcó un cambio hacia el mercado estadounidense, donde Easton logró tener más éxito que en su natal Reino Unido y por primera vez trabajó con dos productores diferentes en un mismo proyecto. El sencillo principal "Telefone" consiguió ser un mayor hit en Estados Unidos que en el Reino Unido.
El álbum alcanzó en su punto máximo el # 33 del U.S. Pop Chart y el # 99 en el Reino Unido. También consiguió el éxito en Canadá, tanto el álbum como el sencillo "Telefone (Long Distance Love Affair)" fueron discos de Oro por el CRIA.
Fue reeditado en el 2000 por On Way Records, añadiendo el dueto con Kenny Rogers, "We've Got Tonight" (#6 en EU y #28 en RU).

## Lista de canciones
- Lado uno:

1. «Telefone (Long Distance Love Affair)»  –  3:44 
 Mathieson, Veitch)
2. «I Like the Fright»  –    3:49  
 (Bliss, Kipner)
3. «Almost over You»  –    3:41  
  (Kimball, Richardson)
4. «Devil in a Fast Car»  –    4:01  
  (Kimball, Richardson)
5. «Don't Leave Me This Way»  –   4:57  
  (Pennington)

Lado dos:
1. «Let Sleeping Dogs Lie»  –   4:31  
  (Emmanuel, Kipner)
2. «(She's in Love) With Her Radio»  –    3:36  
  (McBride, Roth)
3. «Just One Smile»  –    4:48  
  (Newman)
4. «Sweet Talk»  –   3:49  
  (Kimball)
5. «Best Kept Man»  –    3:48  
  (Shefts)

CD Bonus tracks:
1. «Telefone (Long Distance Love Affair)» [Versión extendida]  –   6:11
2. «Wish You Were Here» Tonight  –   3:58
3. «I Don't Need Your Word»  –   3:20
4. «We've Got Tonight»  –     3:50
5. «Telefone (Long Distance Love Affair)» [Dance Mix] –   4:19